# Новоолексіївка (Первомайський район)
Новоолексі́ївка — село в Україні, у Врадіївській селищній громаді Первомайського району Миколаївської області. Населення становить 226 осіб.

## Населення
Згідно з переписом УРСР 1989 року чисельність наявного населення села становила 266 осіб, з яких 119 чоловіків та 147 жінок.
За переписом населення України 2001 року в селі мешкало 220 осіб.

### Мова
Розподіл населення за рідною мовою за даними перепису 2001 року:
| Мова       | Відсоток |
| ---------- | -------- |
| українська | 92,04 %  |
| молдовська | 7,08 %   |
| російська  | 0,88 %   |